# Amt Rehna
La comunità amministrativa di Rehna (Amt Rehna) si trova nel circondario del Meclemburgo Nordoccidentale nel Meclemburgo-Pomerania Anteriore, in Germania.

## Suddivisione
Comprende 11 comuni (abitanti il 31 dicembre 2022):
1. Carlow (1 226)
2. Dechow (191)
3. Groß Molzahn (400)
4. Holdorf (405)
5. Königsfeld (984)
6. Rehna, città * (3 605)
7. Rieps (367)
8. Schlagsdorf (1 218)
9. Thandorf (194)
10. Utecht (432)
11. Wedendorfersee (706)

Il capoluogo è Rehna.